# プロフェッショナルスポーツ
プロフェッショナルスポーツ（Professional sports）とは、スポーツをする能力が高く、それにより報酬を得ているプロフェッショナル選手やその指導者などで構成されたスポーツ・スポーツ組織のこと。プロスポーツと略されることが多い。

## 歴史

### アマチュアリズムとの関係
プロフェッショナルスポーツはアマチュアスポーツに対する概念である。歴史的にはスポーツのアマチュアリズムはプロフェッショナルに対応して成立した。
18世紀頃のスポーツはパトロンである封建貴族によるパトロンスポーツであった。その後、19世紀中頃までブルジョアジーを中心とする賞金スポーツ（賞金制スポーツ）が一般化した。賞金スポーツの一般化によって賞金を目当てとする労働者が続々と大会に参加するようになり次第にプロ化していった。
資本家階級はスポーツを貴族階級のためものから解放したが、一方でプロ化によって好成績を奪われるようになったために自らの階級でスポーツを独占するようになり、これがアマチュアリズムの起源にもなっているとされる。資本家階級はスポーツの大会の運営主体となっており、スポーツの大会に労働者が参加して敗北することは階級の名誉に関わると考えられたことが背景にある。
世界初の成文化されたアマチュア規定は1866年の第1回全英陸上競技選手権大会（アマチュア・アスレティック・クラブ）とされている（ただし1839年に内規あるいは道義上の規定として制定されたヘンレー・レガッタ参加規定のようにそれ以前にもアマチュアの用語を使用した参加規定はあった）。第1回全英陸上競技選手権大会の参加者資格では、かつて賞金目当てにプロフェッショナルと競技した者、生活費を得るために競技いかんを問わずスポーツ指導を行った者、手元の訓練を必要する職業あるいは雇用者である機械工や職工、労働者などはアマチュアと認めないというものであった。その後、1880年、全英陸上競技連盟は激論の末に参加者資格から機械工や職工、労働者などはアマチュアと認めないという規定を削除した。次第に参加者規定からは露骨な階級規定や身分規定は廃止されたが、全英ヘンレー・レガッタ委員会のように1937年の改正まで削除されなかった例もある。
1860年代からイギリスで国内の各種競技団体が成立するとヨーロッパでも国内組織が結成されるようになり、1881年には体操の国際競技連盟が設立されるなど国際団体も設立されるようになった。
19世紀末、ピエール・ド・クーベルタンが近代オリンピックを提唱したとき古代オリンピックで衰退の原因ともなった買収などが問題視された。クーベルタンは1894年1月15日付で各国のスポーツ関係者や政治家などに回状を送付したが、そこではアマチュア概念の問題、違反した場合の資格はく奪と回復、アマチュアに関して各種競技間にある差異の取り扱い（特に競馬とクレー射撃）などが懸案事項とされていた。第1回オリンピックではアマチュア規定は明確にはなっておらず、第2回オリンピックでは多額の賞金も支払われた。1901年、第4回国際オリンピック委員会総会で初めてアマチュア規定が制定された。

### スポーツの高度化・商業化
1970年代、各競技の国際競技連盟（IF）はますます資金が必要となり、企業側からもスポーツを市場や広告の場として活用する動きが強まった。1974年、オリンピック憲章からアマチュアの表現が削られて参加資格（Eligibility）に変更された。さらに1981年には国際オリンピック委員会では参加資格を定めず、それは各競技のIFに委ねることになった。
オリンピックに先立って1968年にはテニスのウィンブルドン選手権が賞金制を採用した。また、1982年、国際陸連（のちのワールドアスレティックス）が出演料（Appearance Fee）を認めることとした。
世界中のほとんどの国にはプロサッカーリーグがあり、アメリカには、アメリカンフットボール・野球・バスケットボール・アイスホッケーのプロリーグがある。また個人で行われるプロスポーツとしてはボクシングやテニス、ゴルフなどがある。これらは企業の広告戦略によって、スター選手及びその関連団体に巨額の利益をもたらす一大産業に成長した。日本国内ではプロスポーツクラブに対して親会社による欠損金補填などを広告宣伝費として扱い、税務上の優遇措置を受けることができるようになっている。
「観戦するスポーツ」として年齢に関係なく国民に親しまれ、スポーツ全体の振興に貢献している。

## プロスポーツ選手
プロスポーツ選手になる方法によって、日本国内のプロスポーツは以下のように類型化される。競技の団体によっては重複するものがある。
- 入団・契約型：試合を開催する団体に加盟する個々のチームとプロ契約すればプロになれるもの[5]
  - プロ野球、プロサッカー、大相撲など。
- テスト型：試合を主催する団体の定める選考に合格する必要がある物
  - プロボクサー、プロゴルファーなど。（プロ野球やプロサッカーの「プロテスト」「トライアウト」（12球団合同トライアウト）は試合を主宰する団体の選考ではなく、上記の入団や契約のために個々のチームが行う選考である）
- 養成型：試合を開催する団体の研修所を卒業し、且つ、国家試験に合格する必要があるもの
  - 公営競技（競馬の騎手、競輪選手、競艇選手、オートレース選手）
- 実績型：アマチュアとして試合（オープン戦やプロ・アマ戦などと呼ばれる）に参加し、定められた順位に入ることでプロ資格を得られる物
  - サーフィンなど。
- 宣言型：選手個人がプロ宣言し、スポンサーやチームと個別に契約するもの。試合を開催する団体によってはプロアマの区別をしていないことや、プロ宣言を認めていないものもある。
  - 卓球、水泳、陸上、モータースポーツ、テニスなど。

## 主なプロスポーツとプロスポーツ組織
- プロ野球
  - メジャーリーグベースボール
  - 日本野球機構（NPB）
- プロサッカー
  - プレミアリーグ
  - 日本プロサッカーリーグ（Jリーグ）
  - メジャーリーグサッカー
- プロクリケット
  - インディアン・プレミアリーグ
  - メジャーリーグクリケット
- プロアメリカンフットボール
  - ナショナルフットボールリーグ
- プロバスケットボール
  - 全米プロバスケットボール協会
  - ジャパン・プロフェッショナル・バスケットボールリーグ（Bリーグ）
- プロアイスホッケー
  - ナショナルホッケーリーグ
- プロテニス
  - 日本プロテニス協会
- プロゴルフ
  - 全米プロゴルフ協会
  - 全米女子プロゴルフ協会
  - 日本プロゴルフ協会
  - 日本女子プロゴルフ協会
- プロビーチバレーボール
  - 日本ビーチバレーボール連盟
- プロボウリング
  - 日本プロボウリング協会
- ビリヤード
  - 日本プロポケットビリヤード連盟
- 競馬
  - 日本中央競馬会（JRA）
- 競輪・オートレース
  - JKA
- 競艇
  - 日本モーターボート競走会
- 大相撲
  - 日本相撲協会
- モータースポーツ
- プロロードレース
  - ジャパンサイクルリーグ
- プロボクシング
  - 日本プロボクシング協会（日本ボクシングコミッション）
- プロレス
- キックボクシング
- 総合格闘技